# اریک گرین
اریک گرین (انگلیسی: Erick Green؛ زادهٔ ۹ مهٔ ۱۹۹۱) بازیکن بسکتبال اهل ایالات متحده آمریکا است.
از باشگاه‌هایی که در آن بازی کرده‌است می‌توان به باشگاه بسکتبال والنسیا و دنور ناگتس اشاره کرد.